# مجلس نواب فيرمونت
مجلس نواب فيرمونت (بالإنجليزية: Vermont House of Representatives)‏ هو مجلس النواب التشريعي لولاية فيرمونت الأمريكية، يقع المقر الرئيسي له في Vermont State House ‏، وهو المجلس الأدنى في جمعية فيرمونت العامة.

## طالع أيضًا
- جمعية فيرمونت العامة